# Ligue de diamant 2011 - 200 m masculin
L'épreuve du 200 mètres masculin de la Ligue de diamant 2011 se déroule du 15 mai au 16 septembre 2011. La compétition fait successivement étape à Doha, Eugene, Oslo, Paris, Stockholm et Londres, la finale ayant lieu à Bruxelles peu après les Championnats du monde de Daegu.

## Calendrier
| Date              | Meeting                         | Ville     | Pays        |
| ----------------- | ------------------------------- | --------- | ----------- |
| 6 mai 2011        | Qatar Athletic Super Grand Prix | Doha      | Qatar       |
| 4 juin 2011       | Prefontaine Classic             | Eugene    | États-Unis  |
| 9 juin 2011       | Bislett Games                   | Oslo      | Norvège     |
| 8 juillet 2011    | Meeting Areva                   | Paris     | France      |
| 29 juillet 2011   | DN Galan                        | Stockholm | Suède       |
| 5-6 aout 2011     | London Grand Prix               | Londres   | Royaume-Uni |
| 16 septembre 2011 | Mémorial Van Damme              | Bruxelles | Belgique    |

## Résultats
| Date | Meeting                   | 1er                          | 1er   | 2e                               | 2e    | 3e                           | 3e    |
| --- | ------------------------- | ---------------------------- | ----- | -------------------------------- | ----- | ---------------------------- | ----- |
| 6 mai 2011 | Doha                      | Walter Dix 20 s 06 (WL, MR)  | 4 pts | Femi Ogunode 20 s 30 (NR)        | 2 pts | Jaysuma Saidy Ndure 20 s 55  | 1 pt  |
| 4 juin 2011 | Eugene                    | Walter Dix 20 s 19           | 4 pts | Jaysuma Saidy Ndure 20 s 26 (SB) | 2 pts | Churandy Martina 20 s 39     | 1 pt  |
| 9 juin 2011 | Oslo                      | Usain Bolt 19 s 86 (WL)      | 4 pts | Jaysuma Saidy Ndure 20 s 43      | 2 pts | Mario Forsythe 20 s 49       | 1 pt  |
| 8 juillet 2011 | Paris                     | Usain Bolt 20 s 03           | 4 pts | Christophe Lemaitre 20 s 21 (SB) | 2 pts | Darvis Patton 20 s 59        | 1 pt  |
| 29 juillet 2011 | Stockholm Vent : -1,2 m/s | Usain Bolt 20 s 03           | 4 pts | Marvin Anderson 20 s 44          | 2 pts | Alonso Edward 20 s 47        | 1 pt  |
| 5-6 aout 2011 | Londres                   | Walter Dix 20 s 16           | 4 pts | Warren Weir 20 s 43 (PB)         | 2 pts | Alonso Edward 20 s 55        | 1 pt  |
| 16 septembre 2011 | Bruxelles Vent : 0,7 m/s  | Yohan Blake 19 s 26 (WL, MR) | 8 pts | Walter Dix 19 s 53 (PB)          | 4 pts | Nickel Ashmeade 19 s 91 (PB) | 2 pts |
| Records et Performances - AR : Record continental (area record) - CR : Record des championnats (championship record) - MR : Record du meeting (meet record) - NR : Record national (national record) - OR : Record olympique (olympic record) - PR : Record paralympique (paralympic record) - PB : Record personnel (personal best) - SB : Meilleure performance personnelle de la saison (season's best) - WL : Meilleure performance mondiale de l'année (world leader) - WJR : Record du monde junior (world junior record) - WR : Record du monde (world record) Circonstances et Conditions - DNF : N'a pas terminé (did not finish) - DNS : N'a pas pris le départ (did not start) - DQ : Disqualification (disqualification) - NM : Aucun essai valable enregistré (No Mark) - Q : Qualifié « directement » au prochain tour (ou à la prochaine compétition), lors d'une compétition majeure, grâce au classement ou à la réalisation des minima (automatic qualifier) - q : Qualifié au prochain tour (ou à la prochaine compétition), lors d'une compétition majeure, grâce au repêchage ou à la réalisation de l'une des meilleures performances parmi celles des « non qualifiés directement » (grâce au meilleur temps ou à la meilleure distance par exemple) (secondary qualifier) |                           |                              |       |                                  |       |                              |       |

## Classement général
- Classement final[1] :

| Rang | Athlète             | Points |
| ---- | ------------------- | ------ |
| 1    | Walter Dix          | 16     |
| 2    | Yohan Blake         | 8      |
| 3    | Jaysuma Saidy Ndure | 5      |
| 4    | Nickel Ashmeade     | 2      |